# Comunidad de comunas del Cantón de Lembeye en Vic-Bilh
La Comunidad de comunas del Cantón de Lembeye en Vic-Bilh (en francés: Communauté de communes du canton de Lembeye en Vic-Bilh), fue una estructura intercomunal francesa situada en el departamento francés de Pirineos Atlánticos de la región de Aquitania. En 2017, fusionó con otras estructuras intercomunales vecinas para formar la Communauté de communes du Nord-Est Béarn.

## Historia
Fue creada el 1 de enero de 1995 con la unión de las treinta y una comunas del antiguo cantón de Lembeye, y que actualmente forman parte, treinta del nuevo cantón de Tierras del Luys y Laderas de Vic-Bilh y una del cantón de País de Morlaàs y de Montanérès.

## Nombre
Debe su nombre a que todas las comunas pertenecían al cantón de Lembeye cuando se creó la comunidad.

## Composición
La Comunidad de comunas reagrupaba 31 comunas:
| Comuna                     | Código INSEE | Cantón                                 | Población (2012) | Superficie (km²) | Densidad (hab./km²) |
| -------------------------- | ------------ | -------------------------------------- | ---------------- | ---------------- | ------------------- |
| Anoye                      | 64028        | Tierras del Luys y Laderas de Vic-Bilh | 153              | 9.65             | 16                  |
| Arricau-Bordes             | 64052        | Tierras del Luys y Laderas de Vic-Bilh | 107              | 8.10             | 13                  |
| Arrosès                    | 64056        | Tierras del Luys y Laderas de Vic-Bilh | 147              | 9.64             | 15                  |
| Aurions-Idernes            | 64079        | Tierras del Luys y Laderas de Vic-Bilh | 104              | 6.32             | 16                  |
| Bassillon-Vauzé            | 64098        | Tierras del Luys y Laderas de Vic-Bilh | 72               | 4.96             | 15                  |
| Bétracq                    | 64118        | Tierras del Luys y Laderas de Vic-Bilh | 49               | 4.70             | 10                  |
| Cadillon                   | 64159        | Tierras del Luys y Laderas de Vic-Bilh | 100              | 5.37             | 19                  |
| Castillon-de-Lembeye       | 64182        | Tierras del Luys y Laderas de Vic-Bilh | 56               | 4.72             | 12                  |
| Corbère-Abères             | 64193        | Tierras del Luys y Laderas de Vic-Bilh | 109              | 7.08             | 15                  |
| Coslédaà-Lube-Boast        | 64194        | Tierras del Luys y Laderas de Vic-Bilh | 391              | 13.92            | 28                  |
| Crouseilles                | 64196        | Tierras del Luys y Laderas de Vic-Bilh | 145              | 7.90             | 18                  |
| Escurès                    | 64210        | Tierras del Luys y Laderas de Vic-Bilh | 151              | 4.18             | 36                  |
| Gayon                      | 64236        | Tierras del Luys y Laderas de Vic-Bilh | 57               | 3.95             | 14                  |
| Gerderest                  | 64239        | Tierras del Luys y Laderas de Vic-Bilh | 124              | 6.56             | 19                  |
| Lalongue                   | 64307        | Tierras del Luys y Laderas de Vic-Bilh | 199              | 7.94             | 25                  |
| Lannecaube                 | 64311        | Tierras del Luys y Laderas de Vic-Bilh | 165              | 8.67             | 19                  |
| Lasserre                   | 64323        | Tierras del Luys y Laderas de Vic-Bilh | 98               | 4.23             | 23                  |
| Lembeye                    | 64331        | Tierras del Luys y Laderas de Vic-Bilh | 784              | 8.39             | 93                  |
| Lespielle                  | 64337        | Tierras del Luys y Laderas de Vic-Bilh | 132              | 7.11             | 19                  |
| Luc-Armau                  | 64356        | Tierras del Luys y Laderas de Vic-Bilh | 120              | 5.85             | 21                  |
| Lucarré                    | 64357        | Tierras del Luys y Laderas de Vic-Bilh | 60               | 3.32             | 18                  |
| Lussagnet-Lusson           | 64361        | Tierras del Luys y Laderas de Vic-Bilh | 172              | 6.74             | 26                  |
| Maspie-Lalonquère-Juillacq | 64369        | Tierras del Luys y Laderas de Vic-Bilh | 292              | 10.76            | 27                  |
| Momy                       | 64388        | País de Morlaàs y de Montanérès        | 128              | 6                | 21                  |
| Monassut-Audiracq          | 64389        | Tierras del Luys y Laderas de Vic-Bilh | 370              | 9.92             | 37                  |
| Moncaup                    | 64390        | Tierras del Luys y Laderas de Vic-Bilh | 156              | 11.35            | 14                  |
| Monpezat                   | 64394        | Tierras del Luys y Laderas de Vic-Bilh | 83               | 3.48             | 24                  |
| Peyrelongue-Abos           | 64446        | Tierras del Luys y Laderas de Vic-Bilh | 145              | 8.66             | 17                  |
| Samsons-Lion               | 64503        | Tierras del Luys y Laderas de Vic-Bilh | 79               | 5.03             | 16                  |
| Séméacq-Blachon            | 64517        | Tierras del Luys y Laderas de Vic-Bilh | 172              | 10.92            | 16                  |
| Simacourbe                 | 64524        | Tierras del Luys y Laderas de Vic-Bilh | 362              | 11.08            | 33                  |

## Competencias
La comunidad es un organismo público de cooperación intercomunal.
Sus recursos provienen del impuesto sobre los rendimientos del trabajo único, del sistema de contribuciones que se aplica a los residuos y asignaciones y subvenciones de diversos socios.
Sus competencias en general se centran en el desarrollo económico, medio ambiental, de empleo y los servicios comunitarios a los habitantes:
- Ordenación del Territorio
  - Plan de Coherencia Territorial (SCOT, en francés).
  - Plan Sectorial.
- Desarrollo y organización económica
  - Acción de desarrollo económico de las actividades industriales, comerciales o de empleo, (apoyo de las actividades agrícolas y forestales...).
  - Creación, organización, mantenimiento y gestión de zonas de actividades industriales, comerciales, terciario, artesanal o turístico.
- Desarrollo y organización social y cultural
  - Actividades culturales y socioculturales.
  - Actividades deportivas.
  - Construcción y/u organización, mantenimiento, gestión de equipamientos o establecimientos culturales, socioculturales, socioeducativos, deportivos…, etc.
  - Transporte escolar.
- Medio ambiente
  - Saneamiento no colectivo.
  - Recogida y tratamiento de los residuos urbanos y asimilados.
  - Protección y valorización del Medio Ambiente.
- Vivienda y hábitat
  - Programa local del hábitat.
- Servicio de vías públicas
  - Creación, organización y mantenimiento del servicio de vías públicas.
- Otros
  - Adquisición comunal de material.
  - Informática, Talleres vecinales.